# مریخ ۱

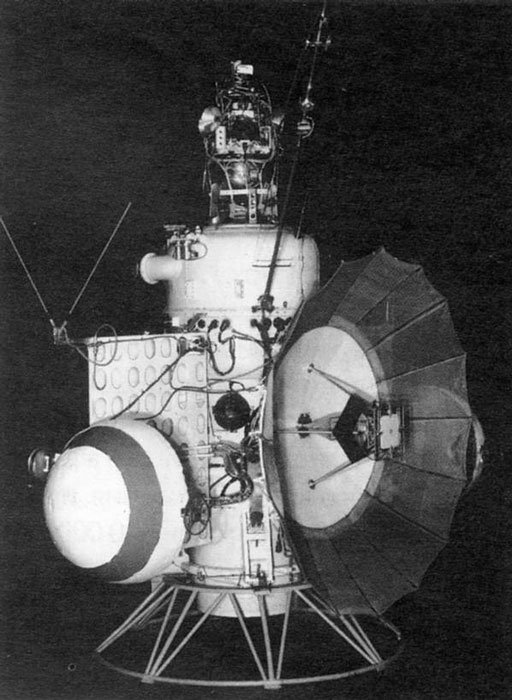
مریخ ۱

مریخ ۱ (به انگلیسی: Mars 1 يا 1962 Beta Nu 1 يا Mars 2MV-4 يا Sputnik 23) یک ایستگاه بین سیاره ای خودکار بود در اول ماه نوامبر سال ۱۹۶۲ در جهت مریخ راه اندازی شد، اولین برنامه کاوشگر مریخ شوروی بوده و با هدف پرواز دور این سیاره در فاصله حدود ۱۱۰۰۰ کیلومتری (۶۸۰۰ مایل) و تصویربرداری از سطح و ارسال اطلاعات مربوط به تشعشعات کیهانی، برخوردهای ریزشهاب‌واره ای و میدان مغناطیسی مریخ، محیط تابشی، ساختار اتمسفر و ترکیبات آلی احتمالی طراحی شده بود.
پس از ترک مدار زمین، فضاپیما و مرحله چهارم شهاب دهنده مولنیا (موشک) جدا شدند و صفحات خورشیدی مستقر شدند. دوری‌سنجی اولیه نشان داد که نشتی در یکی از دریچه‌های گاز در سیستم جهت‌گیری وجود دارد، بنابراین فضاپیما به تثبیت چرخش‌نمایی منتقل شد. این برنامه شصت و یک انتقال رادیویی را در ابتدا با فواصل دو روزه و بعداً در پنج روز انجام داد که حاوی مقدار زیادی داده بین سیاره ای بود.

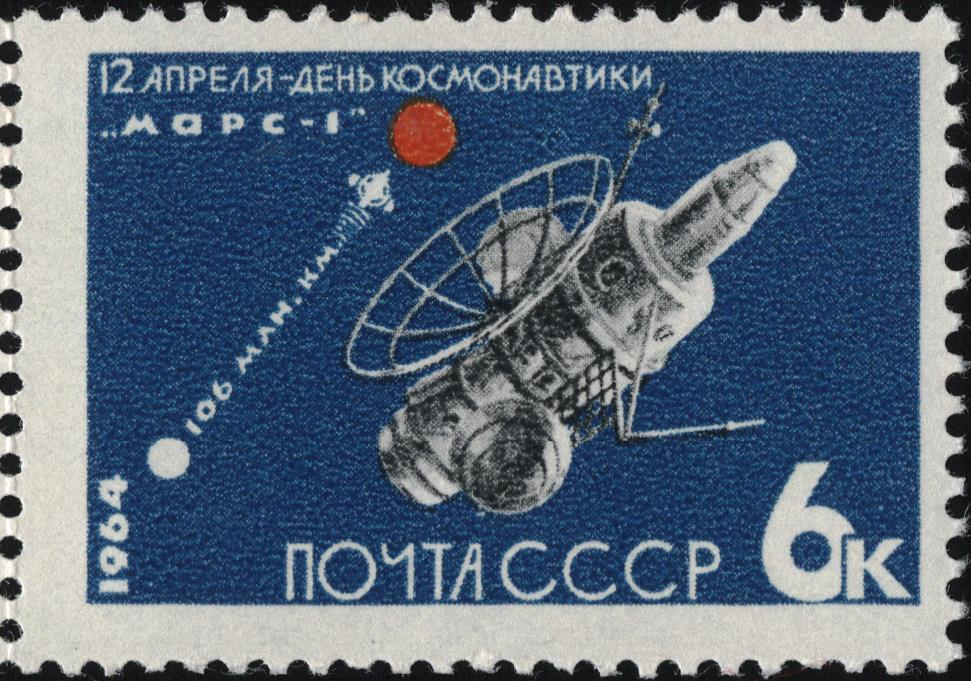
تمبر "مریخ ۱" در اتحاد جماهیر شوروی

در ۲۱ مارس ۱۹۶۳، هنگامی که فضاپیما در راه رسیدن به مریخ از زمین ۱۰۶٬۷۶۰٬۰۰۰ کیلومتر (۶۶۳۴۰٬۰۰۰ مایل) فاصله داشت، احتمالاً به دلیل خرابی سیستم جهت‌گیری آنتن فضاپیما، ارتباطات متوقف شد. نزدیکترین نزدیکی مریخ ۱ به مریخ احتمالاً در ۱۹ ژوئن ۱۹۶۳ در مسافت تقریبی ۱۹۳۰۰۰ کیلومتر (۱۲۰٬۰۰۰ مایل) رخ داده‌است، و پس از آن فضاپیما به مداری دور خورشید وارد شده‌است.

## طراحی فضاپیما
مریخ ۱ یک فضاپیمای اصلاح شده از نوع ونرا به شکل استوانه ای به طول ۳٫۳ متر (۱۱ فوت) و قطر ۱ متر (۳٫۳ فوت) بود. عرض این فضاپیما با صفحه‌های خورشیدی و رادیاتور مستقر شده ۴ متر (۱۳ فوت) بود. استوانه به دو محفظه تقسیم شد. ماژول مداری ۲٫۷ متری (۸٫۹ فوت) بالاتر، حاوی سیستم‌های پیشران و هدایت هواپیما بود. ماژول آزمایش شامل ابزار علمی که پایینتر قرار داشت، ۰٫۶ متر (۲٫۰ فوت) استوانه را تشکیل می‌داد. یک آنتن سهموی ۱٫۷ متری (۵٫۶ فوت) با استفاده از یک آنتن چندجهته و یک آنتن نیمه جهت دار برای ارتباطات استفاده می‌شد. نیرو توسط دو بال پنل خورشیدی به مساحت ۲٫۶ متر مربع (۲۸ فوت مربع) متصل به دو طرف فضاپیما تأمین می‌شد. انرژی در یک باتری ۴۲ آمپر ساعت کادمیوم نیکل ذخیره می‌شد.
ارتباطات از طریق یک فرستنده رادیویی طول‌موج یک دسی‌متر بود که در ماژول مداری نصب شده بود و از آنتن با گیرندگی بالا استفاده می‌کرد. این توسط یک فرستنده محدوده طول موج متر از طریق آنتن همه جهته تکمیل می‌شد. یک فرستنده طول موج ۸ سانتی‌متری نصب شده در ماژول آزمایش برای انتقال تصاویر تلویزیونی طراحی شده بود. در ماژول آزمایش نیز یک فرستنده تکانه ای ۵ سانتی‌متری نصب شد. کنترل دما با استفاده از سیستم مایع دوتایی گاز و رادیاتورهای نیمکره ای نصب شده در انتهای صفحات خورشیدی حاصل شد. این صنعت ابزارهای علمی مختلفی را از جمله کاوشگر مغناطیس سنج، تجهیزات عکاسی تلویزیونی، اسپکترو فلکسومتر، سنسورهای تابش (شمارنده‌های تخلیه گاز و عقب انداختن)، طیف‌سنجی برای مطالعه باندهای جذب ازن و یک ابزار میکرومتوروئید را به همراه داشت.

## نتایج علمی
- این کاوشگر هر دو دقیقه یک بار برخورد ریزشهاب‌سنگ را در ارتفاعات از ۶۰۰۰ تا ۴۰٬۰۰۰ کیلومتر (۳٬۷۰۰ تا ۲۴٬۹۰۰ مایل) از سطح زمین به دلیل بارش شهابی ثوری ثبت کرد و همچنین تراکم‌های مشابهی را در فواصل ۲۰ تا ۴۰ میلیون کیلومتری (۱۲ تا ۲۵ میلیون مایلی) از زمین را به ثبت رساند.[۱][۲]
- شدت مغناطیسی ۴–۳ نانوتسلا (nT، همچنین به عنوان گاما شناخته می‌شود) با قله‌هایی به اندازه ۹–۶ nT در فضای بین سیاره‌ای اندازه‌گیری شد.
- باد خورشیدی ردیابی شد.
- مناطق تابشی در اطراف زمین شناسایی شد،[۳][۴] و اندازه آنها تعیین شد.[۲]